# Luis Chirinos
Luis Guillermo Chirinos Santana. (Maracay, Estado Aragua, Venezuela, 22 de abril de 1990). Es un beisbolista profesional venezolano que actúa como lanzador. Fue firmado por GCL Marlins from DSL Marlins el 26 de mayo de 2009, también ha jugado en equipos de LVBP iniciando su actuación con los Bravos de Margarita el 11 de octubre de 2010 donde jugó hasta el 2016 en 2017. Fue firmado por Los Tigres de Aragua, en 2018 fue cedido a Las Águilas del Zulia, en 2019 formó parte de Caribes de Anzoategui, luego, en 2020, fue llamado por Leones del Caracas. El 2021 firmó con Cardenales de Lara, en la MLBi pasó por Washington Nationals, 	Los Angeles Dodgers, New York Mets.
- Datos: Q20017134